# Tian Yumei
Tian Yumei, född 28 december 1965, är en friidrottare från Kina. Hon deltog vid olympiska sommarspelen 1988 och olympiska sommarspelen 1992.